# Hans-Georg Gadamer

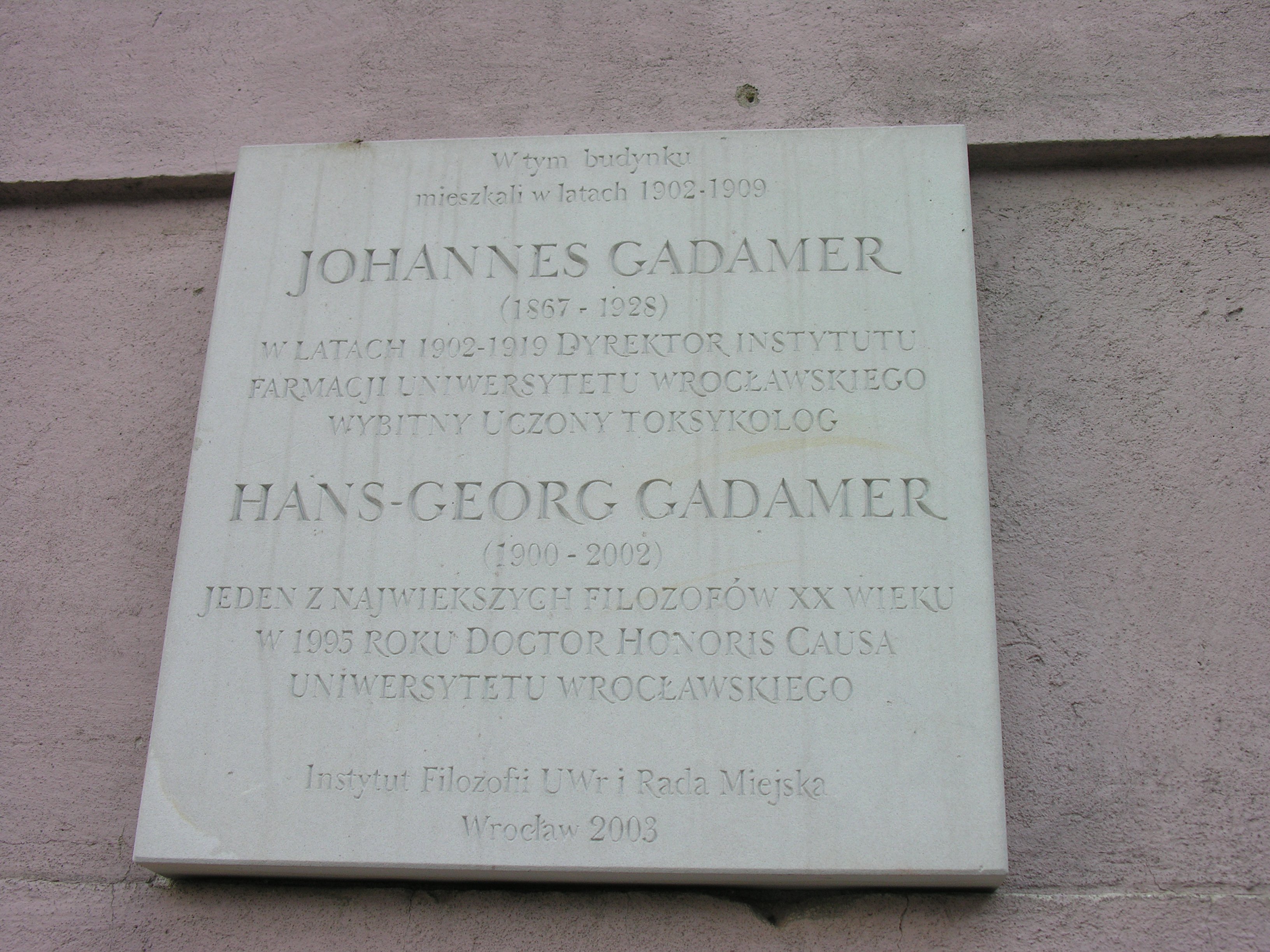
Pamětní deska ve Vratislavi

Hans-Georg Gadamer, (11. února 1900, Marburg – 13. března 2002, Heidelberg) byl německý filosof 20. století, fenomenolog a žák M. Heideggera. Proslavil se bádáním o antické filosofii, o jazyce a estetice a zejména o filosofické hermeneutice.

## Životopis
Gadamer se narodil v Marburgu v Hesensku. Jeho otec, profesor chemie a později rektor tamní univerzity, vedl syna k přírodním vědám, Gadamer však odešel do (tehdy německé) Vratislavi, kde studoval filosofii. Po návratu do Marburgu studoval u novokantovců P. Natorpa a Nicolai Hartmanna a roku 1922 promoval prací o Platónovi. Potom odešel do Freiburgu k mladému M. Heideggerovi, kde jeho spolužáky byli Leo Strauss, Karl Löwith a Hannah Arendtová. S Heideggerem odešel na univerzitu v Marburgu, kde se roku 1929 habilitoval prací Platónova dialektická etika a přednášel.
V letech 1939-1947 byl řádným profesorem v Lipsku a v roce 1945 děkanem filosofické fakulty. S nacistickým režimem sice vycházel, nebyl však aktivním nacistou, proto byl ve funkci potvrzen i po konci války a v roce 1946 byl zvolen rektorem. Vzhledem k politickému vývoji v tehdejší sovětské zóně odešel do Frankfurtu a roku 1949 převzal katedru filosofie po Karlu Jaspersovi v Heidelbergu, kde zůstal i po svém emeritování v roce 1968.

## Dílo
Gadamer napsal řadu prací o antické filosofii, o filosofii jazyka a o estetice, proslavil se však velkou prací Pravda a metoda (Wahrheit und Methode) z roku 1960. Téma „rozumění“ a filosofické hermeneutiky naznačil už Heidegger, teprve Gadamer je však zpracoval. Postavil se jednak proti názorům, které chtěly i v humanitních vědách zavést přírodovědecký způsob argumentace a dokazování, jednak proti starší hermeneutice Friedricha Schleiermachera a Wilhelma Diltheye, která chápala interpretaci jako vcítění, návrat k myšlenkám původního autora. Gadamer naproti tomu rozvinul myšlenku „hermeneutického kruhu“: ke každému textu člověk už přistupuje s jistým „před-porozuměním“, které se během četby kriticky mění, protože dochází ke „splývání horizontů“ a obzor čtenáře se rozšiřuje o čtené.

## Význam a vliv
Téma hermeneutiky, nauky o rozumění, se později ukázalo jako velmi aktuální v souvislosti s globalizací a setkáváním kultur. Gadamer tak měl veliký vliv na řadu současných filosofů, evropských i amerických: k jeho žákům se hlásí například Gianni Vattimo, Richard Rorty, Günther Figal nebo Jean Grondin, s velkou úctou o něm hovořil například Paul Ricoeur a Jürgen Habermas. Gadamer dostal mnoho vyznamenání a čestných doktorátů, mimo jiné i čestný doktorát filosofie Univerzity Karlovy (1996). K jeho stým narozeninám se do Heidelbergu sjely stovky významných osobností z celého světa.

## České překlady
- H.-G. Gadamer, Pravda a metoda. Praha 2009
- H.-G. Gadamer, Problém dějinného vědomí. Praha 1994
- H.-G. Gadamer, Idea dobra mezi Platónem a Aristotelem. Praha 1994
- H.-G. Gadamer, Člověk a řeč. Praha 1999
- H.-G. Gadamer, Aktualita krásného. Praha 2003